# بهجة المجالس
بهجة المجالس وأنس المجالس وشحذ الذاهن الهاجس (العنوان الكامل) كتابٌ أدبي موسوعي من تأليف الإمام أبي عمر يوسف بن عبد الله ابن عبد البر النمري القرطبي (ت 463هـ)، أحد كبار علماء الأندلس في القرن الخامس الهجري، وواحد من أبرز المحدّثين والفقهاء المالكية.

## المحتوى
يتألف الكتاب من 256 صفحة، ويُعدّ من كتب الأمالي والنوادر التي جمعت بين الأدب والفقه والحديث والنوادر والطرائف والأمثال والأشعار، حيث عمد فيه المؤلف إلى تسجيل مجالس علمية وأدبية تضم طيفًا واسعًا من المواد الثقافية، مستفيدًا من حفظه الواسع ونقله عن رواة كُثر. يعكس الكتاب موسوعية مؤلفه وبراعته في جمع الأحاديث والأخبار والنوادر، ويمثّل جانبًا من اهتماماته الأدبية والاجتماعية،

## تصنيف الكتاب
يُصنّف الكتاب ضمن كتب الأمالي والمجالس، التي كانت شائعة في التراث الإسلامي، وتشبه في طابعها كتبا مثل: "عيون الأخبار" لابن قتيبة و"البيان والتبيين" للجاحظ، لكنه يتميّز عنها بطابعه الحديثي الديني الممزوج بالأدب.
ويصنف أيضا بكتب النوادر والأدب الجامع، إلى جانب كتب الزاهر لابن الأنباري، والمجالسة وجواهر العلم لأبي بكر الصولي. وقد جمع ابن عبد البر في هذا الكتاب مادته من الحديث النبوي، والأخبار التاريخية، والحِكَم، والأمثال، والأشعار، والطرائف، مما يجعل تصنيفه أدبياً عاماً ذا طابع موسوعي. 

## الأثر
قال عنه حاجي خليفة في "كشف الظنون"
"بهجة المجالس وأنس المجالس" لأبي عمر يوسف بن عبد البر، كتاب في الأدب والنوادر، جمع فيه أخبارًا وأحاديث وأشعارًا وحِكمًا وأمثالًا.
وقال عنه إحسان عباس في "دراسات في الأدب الأندلسي"
 "يُعدّ كتاب بهجة المجالس أحد أهم النماذج الأندلسية في الجمع بين الأدب الشعبي والديني، ويشبه إلى حد كبير كتب المجالس العباسية من حيث التنوع والوظيفة الثقافية."
وجاء في تحقيقات حديثة (النسحة الإلكترونية - المكتبة الشاملة) في مقدمة النسخة المتداولة رقميا  
"هذا الكتاب من نوادر كتب الأدب في الأندلس، ويُشبه من حيث التكوين كتاب عيون الأخبار لابن قتيبة، لكنه يميل أكثر إلى التوثيق الشرعي."
ورغم كونه محدّثًا وفقيهًا، فإن ابن عبد البر في هذا الكتاب أظهر جانبًا آخر من شخصيته العلمية، يميل إلى التأمل، والحكمة، والإمتاع الأدبي، مع التزامه بضوابط الرواية. ولذلك فإن بهجة المجالس يجمع بين طابع التوثيق العلمي والذوق الأدبي، ويُعدّ من أندر الكتب التي تمثل الأدب الأندلسي في طابعه الموسوعي الأخلاقي. والكتاب نفسه من خلال عناوين مجالسه يدل على تصنيفات متعددة وموسوعية مثل: مجلس فيه حكم وأمثال، ومجلس في ذم الكِبر والإعجاب، ومجلس في الحِلم والعفو، ومجلس في فضل العلم والعلماء، ومجلس فيه نوادر شعرية، ومجلس في ذكر النساء، ومجلس في الطرائف والنوادر، ومجلس في السخاء والكرم. وهذه العناوين تحيل على تصنيفه بامتياز ضمن كتب الأدب العام والمجالس الأدبية.

## قيمته العلمية
يُعد كتاب بهجة المجالس وأنس المجالس ذا قيمة علمية وأدبية بارزة، إذ يجمع بين الرواية الحديثية والمادة الأدبية الغنية، اعتمد فيه ابن عبد البر على أسانيد دقيقة، مما أكسبه موثوقية علمية في الأخلاق والنوادر والحِكم. يمزج الكتاب بين التثقيف والتسلية، ويُعد مرجعًا في الأدب الإسلامي الأندلسي. كما يُفيد الباحثين في مجالات الحديث والتاريخ الثقافي والاجتماعي.

## اقتباس
"قال علي بن أبي طالب رضي الله عنه: إذا قدرت على عدوك فاجعل العفو عنه شكرًا للقدرة عليه
"قيل للمهلب بن أبي صفرة: ما الكِبر؟ قال: أن ترى الناس دُونك، ولا ترى في نفسك تقصيرًا."
"قال النبي صلى الله عليه وسلم: مَن سلك طريقًا يلتمس فيه علمًا، سهل الله له طريقًا إلى الجنة."
"قال رجل لآخر: ما بالك تضحك بلا سبب؟ قال: أستريح من همٍّ أجهله، خير من حزن أعرفه!

"قيل لحاتم الطائي: ما علامة السخي؟ قال: أن تعطي قبل أن يُسأل، وتفي إذا وُعدت."